# Josu Ortuondo Larrea
Josu Ortuondo Larrea (ur. 13 lutego 1948 w Bilbao) – hiszpański i baskijski samorządowiec, alkad Bilbao (1991–1999), poseł do Parlamentu Europejskiego z ramienia PNV (1999–2009).

## Życiorys
W 1975 ukończył studia z dziedziny zarządzania (do 1982 studiował również zarządzanie podyplomowo). Od 1969 do 1987 pracował w banku na stanowiskach kierowniczych.  Był prezesem spółek Bilbogás oraz Bilbao Ria 2000 (1993–1999). Zasiadał w zarządzie Caja de Ahorros (1995–1999). Pełnił obowiązki prezesa międzynarodowych targów w Bilbao (1991–1999).
Od wczesnej młodości aktywny w baskijskim ruchu niepodległościowym zasiadał w regionalnej egzekutywie EAJ–PNV (1979–1981) oraz krajowej radzie wykonawczej ds. administracji i finansów (1983–1987). Był radnym Bilbao, w latach 1991–1999 pełnił funkcję alkada tej miejscowości. Przewodniczył radzie miast baskijskich (1995–1999). Był dyrektorem generalnym EITB, baskijskiego publicznego nadawcy radiowo-telewizyjnego (1987–1991).
W 1999 po raz pierwszy zasiadł w Parlamencie Europejskim. Reelekcję uzyskał w 2004 z listy Galeusca – Pueblos de Europa. W VI kadencji był członkiem Komisji Transportu i Turystyki. Zasiadał w delegacjach ds. stosunków z państwami Ameryki Środkowej oraz Delegacji do Europejsko-Latynoamerykańskiego Zgromadzenia Parlamentarnego.